# 池恒
池恒是《红旗》杂志写作组的笔名、代称（寓“持之以恒”意）。另有程越、方刚、吕真、田春、严章、黎章等笔名，轮流使用，各有分工、配合，以壮声势。其中以“池恒”的身价最高，最具代表性，一般是发表重点文章时使用。活动于1974年1月至1976年10月间计有33个月。其驻地在北京沙滩北街2号。
写作组由该杂志总编姚文元组建并直接掌握。其中肖木、胡锡涛等是姚文元从上海市委写作组调来的。重点文章撰文前姚文元要布置选题、写作意图、论点、材料，写成后仍需送他多次审阅、亲笔修改，乃至敲定编发的时机、版面安排、目录顺序等细节，最后才能定稿。
该写作组的文章仅限于在《红旗》杂志上首次发表，写有50多篇文章。代表作有《坚持无产阶级的世界观》、《掌握一分为二的辩证法》（1974）、《学习理论　执行政策》、《党内斗争与党的发展》、《结合评论水浒，深入学习理论》（1975）、《从资产阶级民主派到走资派》、《坚持以阶级斗争为纲》、《毛泽东思想永远指引我们前进》（1976）等。该写作组的重头文章，从点题、内容、结构、手法、署名到反复修改，多由姚文元布置、授意、经手、过问。因《红旗》杂志为中共中央机关刊物的性质，“池恒”文章发表后，全国报刊多以第一时间、显著位置转载。
池恒文章多以正面立论，擅长政策性解说和思想、政治评论，较少涉及历史题材；风格更趋稳健，摆出一副理论权威的思辨架势，现实的尖锐性、文风的泼辣均不及梁效、罗思鼎。
池恒既是写作班子又是编辑班子，它同时还担任着组织工作：与梁效、罗思鼎、唐晓文、初澜等御用写作班子密切联系，通报组稿意图，协商修改、润色，并为之提供发表园地，起着某种居间协调的作用。